# Ołeksandr Kozarenko
Ołeksandr Wołodymyrowycz Kozarenko (ukr. Олександр Володимирович Козаренко, ur. 24 sierpnia 1963 w Kołomyi, zm. 21 marca 2023 w Iwano-Frankiwsku) – ukraiński kompozytor, pianista, doktor muzykologii. 

## Życiorys
Ukończył studia na Kijowskim Konserwatorium Państwowym w klasie fortepianu Wołodymyra Worobiowa, kompozycji Myrysława Skoryka i muzykologii Iwana Laszenka. Od 1992 wykładał na Akademii Muzycznej we Lwowie. W 2001 zdobył stopień doktora. W 2004 roku przebywał gościnnie na Uniwersytecie w Würzburgu.
Komponował utwory symfoniczne, operowe, baletowe, chóralne i kameralne, a także muzykę wokalną i teatralną. Jego utwory inspirowane były m.in. muzyką Huculszczyzny i Pokucia. Wykonywane były na wielu międzynarodowych festiwalach, m.in. w Kijowie, Lwowie, Odessie, Krakowie i Dreźnie.
Jako pianista w 1984 zdobył pierwszą nagrodę dla na Ogólnoukraińskim Konkursie Muzycznym im. Mykoły Łysenki. Skupiał się na wykonaniach ukraińskiej muzyki XX wieku. W muzyce kameralnej był też wieloletnim partnerem skrzypaczki Lidii Szutko. 
Jako kompozytor zdobył państwowe ukraińskie nagrody im. Lwa Rewuckiego (1996) i Mykoły Łysenki (2001). 
Zmarł 21 marca 2023 w Iwano-Frankiwsku, bezpośrednią przyczyną było zapalenie płuc związane z COVID-19.